# Campo de O’Donnell (Atlético)
Campo de O’Donnell – stadion piłkarski istniejący w latach 1913–1923, znajdujący się w Madrycie. Był to główny stadion Atlético Madryt w latach 1913–1923.
Stadion nie jest w żaden sposób powiązany z innym obiektem o tej samej nazwie, który znajduje się 200 metrów od stadionu Atlético.